# Dr. John
Dr. John (New Orleans, Louisiana, 20 november 1941 – 6 juni 2019), ook bekend als Dr. John Creaux of Dr. John the Night Tripper, was de artiestennaam van pianist, zanger en songwriter Malcolm John (Mac) Rebennack Jr. In zijn muziek combineerde hij blues, boogiewoogie en rock-'n-roll.

## Levensloop

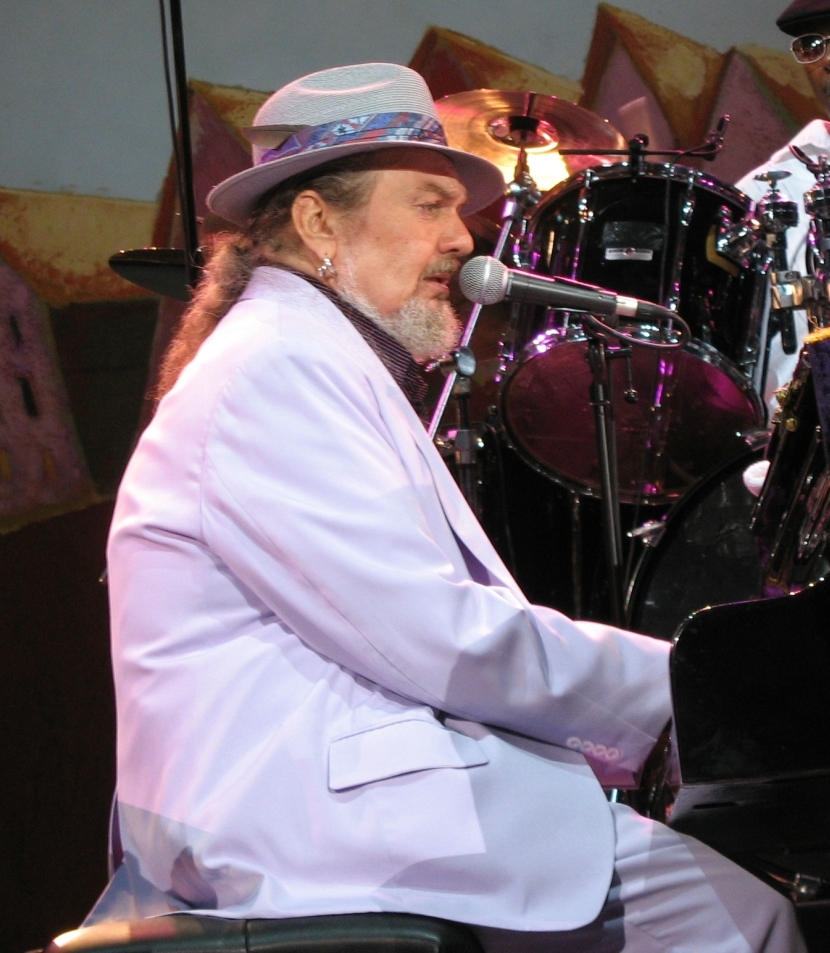
Dr. John treedt op bij het festival "Jazz à Vienne" in Frankrijk in juli 2006.

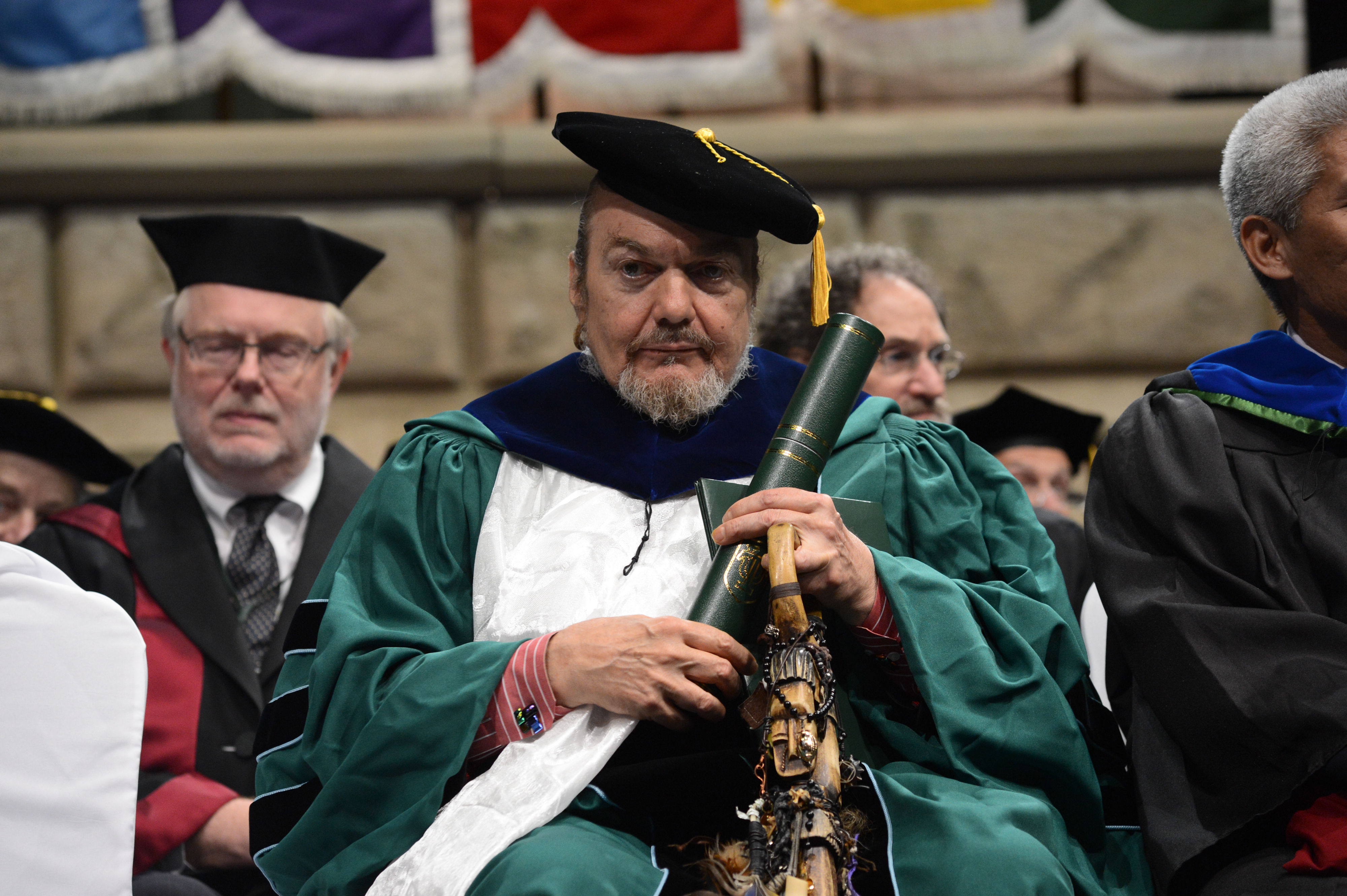
Doctor Mac Rebennack met de doctorsbul van Tulane University, mei 2013.

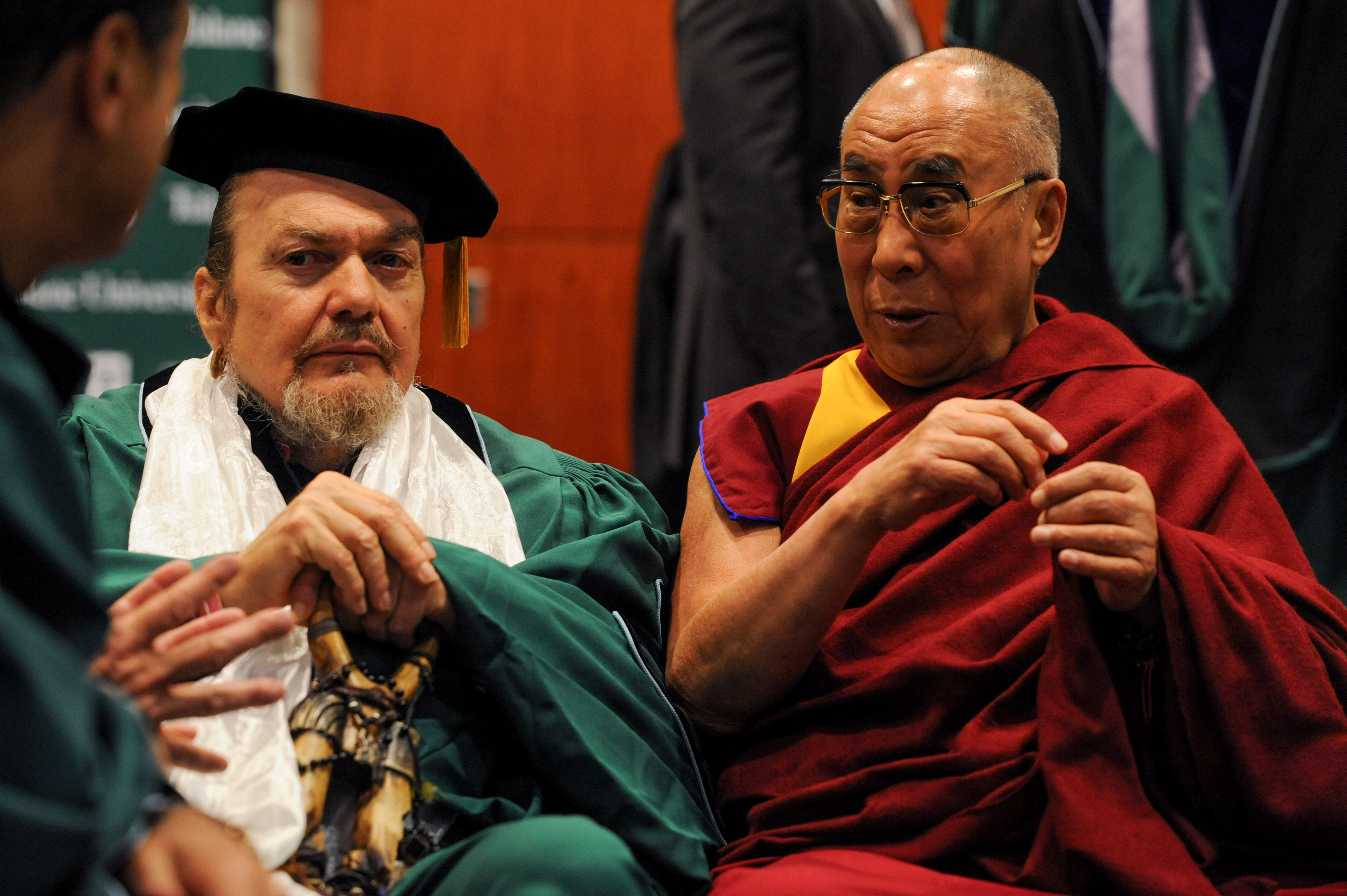
Dr. John en de Dalai lama, mei 2013

Zijn vader, die ook Malcolm John Rebennack heette, had een radio- en televisiewinkel en verkocht ook grammofoonplaten, waardoor de zoon al vroeg allerlei muziekinvloeden onderging, waaronder de blues van Big Bill Broonzy en Memphis Minnie, de jazz van Louis Armstrong en Miles Davis en de countrymuziek van Hank Williams en Roy Rogers.
Zijn muzikale carrière begon in de jaren vijftig in New Orleans. Hij zat als gitarist in verschillende bands, had een eigen band The Loafers, en schreef  samen met zijn vriend Seth David "Lights Out", dat een regionale hit werd voor zijn neef Jerry Byrne. In 1959 had hij zelf een kleine hit met een instrumentaal nummer Storm Warning. Hij moest de gitaar opgeven nadat zijn linkerringvinger in 1960 in Jackson (Mississippi) was getroffen door een kogel die op zijn medemuzikant Ronnie Barron werd afgevuurd. De vinger moest in het ziekenhuis weer worden aangezet, maar werkte nooit meer naar behoren. Hij koos toen de piano tot zijn hoofdinstrument.
Als sessiemuzikant in Los Angeles was Rebennack in de jaren zestig lid van het losse collectief The Wrecking Crew, waarmee hij deelnam aan opnamen voor sterren als o.a. Sonny & Cher en Canned Heat.
Eind jaren zestig nam Rebennack de artiestennaam Dr. John The Night Tripper aan, ontleend aan een legendarische voodoo-dokter die rond 1800 in Louisiana zijn praktijken had uitgeoefend. In zijn psychedelische optredens gebruikte hij voodoo-rituelen en droeg hij extravagante kostuums en pruiken, waarmee hij zich een cultstatus wist te verwerven. Zijn debuutalbum Gris-Gris (1968), waarin hij voodoo-ritmes en bezwerende gezangen verwerkte in New Orleans bluesmuziek, had groot succes, meer dan de in dezelfde stijl doorgaande opvolgers Babylon (1969) en Remedies (1970).
Aan The Sun, Moon, And Herbs (1971) leverden ook Eric Clapton en Mick Jagger een bijdrage. Dit album markeert de overgang naar een rustiger muzikale stijl die zich meer richtte op de traditionele rhythm-and-blues en funk en die tot volle bloei kwam in het album Dr. John's Gumbo (1972). Het nummer Iko Iko hieruit haalde een notering in de Billboard Hot 100. Belangrijk was ook het volgende album In the Right Place (1973), waarvan vooral de songs Right Place Wrong Time en Such a Night succes hadden, ook door de zelfspot van de teksten, waaraan ook Bob Dylan, Bette Midler en Doug Sahm hadden bijgedragen. Desitively Bonnaroo (1974), met medewerking van Allen Toussaint, werd voorlopig Dr. John's laatste echte funkalbum. Pas twintig jaar later keerde hij met Television terug naar die stijl.
Na het midden van de jaren zeventig bleef Rebennack zeer actief als solomuzikant. Als sessiemuzikant werkte hij met onder anderen de Rolling Stones, Van Morrison, Willy DeVille, Carly Simon en James Taylor. Hij produceerde en componeerde filmscores (bijvoorbeeld voor Cannery Row). In veel films is zijn muziek gebruikt en dook hij soms ook zelf op, zoals in The Last Waltz van Martin Scorsese, waarin hij optrad met Such a Night op het legendarische afscheidsconcert van The Band op Thanksgiving Day 1976.
Als typisch exponent van de jaren zeventig raakte Dr. John enigszins buiten de mainstream van de popmuziek, maar er bleef een trouwe schare fans van zijn mengsel van onder meer blues, New Orleans R&B en Americana.
Voor de Disney animatiefilm The Princess and the Frog uit 2009, heeft Dr. John enkele nummers ingezongen zoals Down in New Orleans.
Aan Dr. John werd zes maal een Grammy Award uitgereikt. In maart 2011 werd hij door John Legend de Rock and Roll Hall of Fame binnengeleid. In mei 2013 mocht Dr. John zich met recht Dr. noemen nadat Rebennack een eredoctoraat ontving aan Tulane University in New Orleans, tegelijk met de Dalai lama.
Op 6 juni 2019 overleed hij, op 77-jarige leeftijd, aan de gevolgen van een hartaanval.
Citaat
"There's only two kinds of music: good and bad, and I would like to think about my music as being good".

## Discografie

### Albums
| Album met eventuele hitnotering(en) in de Nederlandse Album Top 100 | Datum van verschijnen | Datum van binnenkomst | Hoogste positie | Aantal weken | Opmerkingen       |
| ------------------------------------------------------------------- | --------------------- | --------------------- | --------------- | ------------ | ----------------- |
| Gris-gris                                                           | 22-01-1968            | -                     |                 |              |                   |
| Babylon                                                             | 17-01-1969            | -                     |                 |              |                   |
| Remedies                                                            | 09-04-1970            | -                     |                 |              |                   |
| The sun, moon & herbs                                               | 31-08-1971            | -                     |                 |              |                   |
| Dr. John's gumbo                                                    | 20-04-1972            | -                     |                 |              |                   |
| Triumvirate                                                         | 1973                  | -                     |                 |              |                   |
| In the right place                                                  | 25-02-1973            | -                     |                 |              |                   |
| Desitively bonnaroo                                                 | 08-04-1974            | -                     |                 |              |                   |
| Hollywood be thy name                                               | 06-10-1975            | -                     |                 |              | Livealbum         |
| City lights                                                         | 02-1978               | -                     |                 |              |                   |
| Tango palace                                                        | 1979                  | -                     |                 |              |                   |
| Dr. John plays Mac Rebennack vol. 1                                 | 1981                  | -                     |                 |              |                   |
| Dr. John plays Mac Rebennack vol. 2 (The brightest smile in town)   | 1983                  | -                     |                 |              |                   |
| Such a night! Live in London                                        | 1984                  | -                     |                 |              | Livealbum         |
| The ultimate Dr. John                                               | 1987                  | -                     |                 |              |                   |
| In a sentimental mood                                               | 1989                  | -                     |                 |              |                   |
| Zuzu man                                                            | 1989                  | -                     |                 |              |                   |
| Goin' back to New Orleans                                           | 1992                  | -                     |                 |              |                   |
| Television                                                          | 1994                  | -                     |                 |              |                   |
| On a mardi gras day                                                 | 1994                  | -                     |                 |              |                   |
| Afterglow                                                           | 1995                  | -                     |                 |              |                   |
| Trippin' live                                                       | 1997                  | -                     |                 |              | Livealbum         |
| Anutha zone                                                         | 1998                  | -                     |                 |              |                   |
| Duke elegant                                                        | 2000                  | -                     |                 |              |                   |
| Funky New Orleans                                                   | 2000                  | -                     |                 |              |                   |
| Creole moon                                                         | 2001                  | -                     |                 |              |                   |
| All by hisself: Live at the Lonestar                                | 2003                  | -                     |                 |              | Livealbum         |
| N'awlinz dis dat or d'udda                                          | 2004                  | -                     |                 |              |                   |
| Live at Montreux 1995                                               | 11-11-2005            | -                     |                 |              | Livealbum         |
| Sippiana hericane                                                   | 2005                  | -                     |                 |              |                   |
| Mercernary                                                          | 28-04-2006            | -                     |                 |              |                   |
| Right place, right time: Live at Tipitina's - Mardi gras '89        | 2006                  | -                     |                 |              | Livealbum         |
| The city that care forgot                                           | 06-06-2008            | -                     |                 |              | met The Lower 911 |
| Tribal                                                              | 2010                  | -                     |                 |              | met The Lower 911 |
| Locked down                                                         | 30-03-2012            | 07-04-2012            | 16              | 8            |                   |

| Album met hitnotering(en) in de Vlaamse Ultratop 200 albums | Datum van verschijnen | Datum van binnenkomst | Hoogste positie | Aantal weken | Opmerkingen |
| ----------------------------------------------------------- | --------------------- | --------------------- | --------------- | ------------ | ----------- |
| N'awlinz dis dat or d'udda                                  | 2004                  | 07-08-2004            | 68              | 3            |             |
| Locked down                                                 | 2012                  | 07-04-2012            | 48              | 11*          |             |

### Singles
| Single met eventuele hitnotering(en) in de Nederlandse Top 40 | Datum van verschijnen | Datum van binnenkomst | Hoogste positie | Aantal weken | Opmerkingen                 |
| ------------------------------------------------------------- | --------------------- | --------------------- | --------------- | ------------ | --------------------------- |
| Right place, wrong time                                       | 1973                  | 21-07-1973            | tip4            | -            | Nr. 24 in de Single Top 100 |

## Autobiografie
- Dr. John (Mac Rebennack) & Jack Rummel: Under a Hoodoo Moon: The Life of Dr. John the Night Tripper, St. Martin's Press, New York, 1994. ISBN 0-312-10567-3